# Siemion Sztyb
Siemion Mitrofanowicz Sztyb (ros. Семён Митрофа́нович Штыб, ur. 6 lutego?/18 lutego 1893 w Taganrogu, zm. 20 listopada 1923 w miejscowości Szałchi w Górskiej ASRR) – funkcjonariusz radzieckich służb specjalnych.

## Życiorys
W 1919 został członkiem RKP(b), pracował w organach Czeki przy Radzie Komisarzy Ludowych RFSRR, 1920 był przewodniczącym orenburskiej gubernialnej Czeki, później pracował w Jekaterynburgu, Baku, Tbilisi i Machaczkale. Od kwietnia 1922 do marca 1923 był szefem stawropolskiego gubernialnego oddziału GPU, od marca do 10 września 1923 szefem terskiego gubernialnego oddziału GPU, a od 7 września 1923 do końca życia szefem górskiego obwodowego oddziału GPU. W 1923 został odznaczony Orderem Czerwonego Sztandaru. Został zabity.